# Bacalaureat (schiță literară)
Bacalaureat este o schiță literară scrisă de Ion Luca Caragiale.